# مارغريتا راموس
مارغريتا راموس (بالإسبانية: Margarita Ramos)‏ هي لاعبة دفع الجلة إسبانية، ولدت في 26 يونيو 1966 في Cea, León ‏ في إسبانيا.

## وصلات خارجية
- مارغريتا راموس على موقع الاتحاد الدولي لألعاب القوى (الإنجليزية)
- مارغريتا راموس على موقع أوليمبيديا (الإنجليزية)